# Edward Vissers
Edward Vissers (Anvers, 4 de juliol de 1912 - Anvers, 2 d'abril de 1994) va ser un ciclista belga que fou professional entre 1932 i 1942. En el seu palmarès destaquen una quinzena de victòries, entre les quals destaquen dues victòries d'etapa al Tour de França, el 1937 i el 1939. Disputà tres edicions del Tour de França, finalitzant sempre entre les sis primeres posicions.

## Palmarès
- 1932 (amateur)
  - Campió de Flandes
  - 1r a Duffel
- 1934
  - 1r del Premi d'Aarschot
  - 1r del Premi d'Hoboken
  - 1r del Critèrium de Herve
  - 1r del Critèrium d'Oostende
- 1935
  - 1r del Campionat de la Província d'Anvers
  - 1r del Critèrium d'Anvers
  - 1r del Premi de Kontich
- 1936
  - 1r del Gran Premi Ambiorix a Tongeren,
  - 1r del Premi de Wilrijk
  - Vencedor d'una etapa de la Volta a Suïssa
- 1937
  - Vencedor d'una etapa del Tour de França
- 1939
  - 1r a la París-Belfort
  - Vencedor d'una etapa del Tour de França
- 1942
  - 1r del Premi d'Ingelmunster

### Resultats al Tour de França
- 1937. 6è de la classificació general i vencedor d'una etapa
- 1938. 4t de la classificació general
- 1939. 5è de la classificació general i vencedor d'una etapa